# 豊長みのる
豊長みのる（とよなが みのる、1931年10月28日- ）は、日本の俳人。

## 略歴
神戸生れ。本名・稔。兵庫県立尼崎工業高等学校卒。山口草堂に師事、1966年「南風」新人賞受賞。南風編集同人。1986年1月「風樹」創刊主宰。日本詩歌句協会会長、現代俳句協会理事、関西現代俳句協会副会長、大阪俳人クラブ常任理事、日本ペンクラブ会員、日本現代詩歌文学館振興会評議員、「俳句四季」四季吟詠選者、朝日カルチャーサロン俳句講師ほか。

## 著書
- 『幻舟 句集』牧羊社 1980
- 『方里 豊長みのる句集』(現代俳句選集）牧羊社 1988
- 『豊長みのる集』(自解100句選）牧羊社 1989
- 『俳句逍遥』角川書店 1991
- 『一会 句集』本阿弥書店 1992
- 『秀句の風姿 風樹作家百二十人』風樹俳句会編集部 1993
- 『即今 豊長みのる句集』(現代俳句18人集）牧羊社 1993
- 『俳句のこころ』(俳句・俳景）蝸牛社 1997
- 『風濤抄 句集』角川書店 1999
- 『阿蘇大吟 豊長みのる句集』(北溟・現代俳句叢書）北溟社 2002
- 『北垂のうた 句集』(平成俳人叢書）文學の森 2004
- 『精華 豊長みのる四季別句集』(詩歌句新書）日本詩歌句協会 2005
- 『天籟 句集』北溟社 2007
- 『天啓 句集』(「俳句四季」創刊25周年記念シリーズ 四季現代叢書 東京四季出版 2008
- 『天望 句集』(平成の100人叢書）本阿弥書店 2010
- 『シルクロード紀行 万里を越えて 旅情を句の芯にして 一句鑑賞』(俳句四季文庫)東京四季出版 2013

### 共編著
- 『秀句三五〇選 14  音』編 蝸牛社 1990
- 『室生犀星』(蝸牛俳句文庫）編著. 蝸牛社 1993
- 『羊のうた 半寿遍照 句集』(四季新書)倉橋羊村,神作光一共著 東京四季出版 2013